# Ezzatollah Zarghami
Ezzatollah Zarghami (Dezful, 29 luglio 1959) è un politico e militare iraniano, direttore generale dell'IRIB World Service dal 2004.
Il suo predecessore è stato Ali Larijani, attuale speaker del Parlamento iraniano.

## Direttore dell'IRIB
Con lui alla guida, l'IRIB è divenuta sempre di più uno strumento usato dal regime per diffondere confessioni estorte con la violenza ai vari oppositori del regime. Esemplari sono i casi di Saeed Malekpour  di Vahid Asghari e di Ahmad-Reza Hashempour. Inoltre, il 4 luglio del 2009, Zarghami dichiarò che il caso di Neda Agha Soltani, la ragazza uccisa durante le proteste del 2009, era solo una montatura prodotta dalla BBC e dalla CNN.

## Sanzioni UE
Il 24 marzo del 2012, l'Unione Europea ha inserito Zaeghami tra le persone soggette a sanzioni internazionali. Secondo l'UE, infatti, il Direttore dell'IRIB ha mandato in onda confessioni estorte con la forza ai detenuti in una serie di "processi show" trasmessi tra l'agosto del 2009 e il dicembre del 2011. Ciò, sottolinea l'UE, in diretta violazione delle leggi internazionali che tutelano i diritti delle persone sottoposte a processo.